# Edgar Frank Codd
Edgar Frank Codd (Dorset, 23 de agosto de 1923 — Flórida, 18 de abril de 2003) foi um matemático britânico.

## Carreira
Ele foi brevemente professor adjunto de matemática na Universidade do Tennessee e trabalhou como programador matemático na sede da IBM em Nova York a partir de 1949, programando primeiro para a Calculadora Eletrônica de Sequência Seletiva e depois para o conceito de multitarefa para o IBM 7030 Stretch. Ele recebeu seu Ph.D. da Universidade de Michigan em 1965 com uma bolsa da IBM e, em 1967, transferiu-se para o IBM Almaden Research Center em San José.
Codd criou o modelo relacional nas décadas de 1960 e 1970, que é a base dos bancos de dados relacionais que permanecem um padrão na engenharia de banco de dados hoje. Ele esteve significativamente envolvido no desenvolvimento do sistema R. É (ao lado do Ingres) o primeiro protótipo de um sistema de gerenciamento de banco de dados relacional e utilizou a linguagem de consulta SEQUEL (Structured English Query Language), que deu origem à linguagem de consulta SQL (Structured Query Language). Os produtos IBM posteriores SQL/DS e DB2 também são baseados no System R e o banco de dados Oracle.
Junto a Raymond F. Boyce, Codd também desenvolveu a Boyce–Codd normal form. Ele também formulou doze regras de avaliação como uma lista de requisitos para um sistema de processamento analítico online (OLAP), numeradas de 0 a 12.

## Trabalho
Codd recebeu um PhD em 1965 pela Universidade de Michigan, Ann Arbor, orientado por John Henry Holland.  Sua tese era sobre auto-replicação em autômatos celulares, estendendo-se ao trabalho de von Neumann  e mostrando que um conjunto de oito estados era suficiente para computação e construção universais. Seu projeto para um computador auto-replicante foi implementado apenas em 2010.
Nas décadas de 1960 e 1970, ele elaborou suas teorias de arranjo de dados, publicando seu artigo "Um modelo relacional de dados para grandes bancos de dados compartilhados" em 1970, após um artigo interno da IBM um ano antes. Para sua decepção, a IBM demorou a explorar suas sugestões até que rivais comerciais começaram a implementá-las.
Inicialmente, a IBM se recusou a implementar o modelo relacional para preservar a receita do IMS/DB, um banco de dados hierárquico que a empresa promoveu na década de 1970. Codd então mostrou aos clientes da IBM o potencial da implementação de seu modelo, e eles, por sua vez, pressionaram a IBM. Em seguida, a IBM incluiu em seu projeto Future Systems um subprojeto System R - mas encarregou os desenvolvedores que não estavam totalmente familiarizados com as ideias de Codd e isolou a equipe de Codd.   Como resultado, eles não usaram a linguagem Alpha de Codd, mas criaram uma linguagem não relacional, SEQUEL. Mesmo assim, o SEQUEL era tão superior aos sistemas pré-relacionais que em 1979 foi copiado por Larry Ellison, com base em artigos de pré-lançamento apresentados em conferências da Relational Software Inc, em seu Oracle Database, que na verdade chegou ao mercado antes do SQL/DS – por causa do status então já proprietário do nome original, o SEQUEL teve que ser renomeado para SQL.
Codd continuou a desenvolver e estender seu modelo relacional, às vezes em colaboração com Christopher J. Date. Uma das formas normalizadas, a forma normal de Boyce-Codd, é nomeada em sua homenagem.
O teorema de Codd, um resultado comprovado em seu trabalho seminal sobre o modelo relacional, iguala o poder expressivo da álgebra relacional e do cálculo relacional.
À medida que o modelo relacional se tornou moda no início dos anos 1980, Codd travou uma campanha às vezes amarga para evitar que o termo fosse mal utilizado por fornecedores de banco de dados que apenas adicionaram um verniz relacional à tecnologia mais antiga. Como parte dessa campanha, ele publicou suas 12 regras para definir o que constituía um banco de dados relacional. Isso tornou sua posição na IBM cada vez mais difícil, então ele saiu para formar uma empresa de consultoria com Chris Date e outros.
Codd cunhou o termo processamento analítico online (OLAP) e escreveu as "doze leis do processamento analítico online".  A controvérsia eclodiu, no entanto, depois que foi descoberto que este artigo havia sido patrocinado pela Arbor Software (posteriormente Hyperion, agora adquirida pela Oracle), um conflito de interesses que não havia sido divulgado, e a Computerworld retirou o artigo.
Em 2004, o SIGMOD renomeou seu maior prêmio para o Prêmio de Inovações SIGMOD Edgar F. Codd, em sua homenagem.

## Publicações
- Codd, Edgar Frank (1968). Cellular Automata. [S.l.]: Academic Press, Inc. LCCN 68-23486
- Codd, Edgar Frank (1970). «Relational Completeness of Data Base Sublanguages». Database Systems: 65–98. CiteSeerX 10.1.1.86.9277
- Codd, Edgar Frank (9 de novembro de 1981). «1981 Turing Award Lecture – Relational Database: A Practical Foundation for Productivity». Communications of the ACM. 25 (2): 109–117. doi:10.1145/358396.358400
- Codd, Edgar Frank (1990). The Relational Model for Database Management Version 2 ed. [S.l.]: Addison Wesley Publishing Company. ISBN 978-0-201-14192-4
- Codd, Edgar Frank; Codd, S. B.; Salley, C. T. (1993). «Providing OLAP to User-Analysts: An IT Mandate» (PDF)